# Hansa-Brandenburg DD
Die Hansa-Brandenburg DD war ein deutsches Aufklärungsflugzeug im Ersten Weltkrieg.

## Beschreibung
Die Hansa-Brandenburg war ein zweistieliger Doppeldecker auf Basis der Schulflugzeuge Hansa-Brandenburg B (Firmenbezeichnung Hansa-Brandenburg D) aus dem Jahr 1914 mit 110 PS Benz-Motor. Als Aufklärer war sie erstmals mit zwei Maschinengewehren ausgerüstet. Eines davon war so angeordnet, dass es über die obere Tragfläche und den Propellerkreis nach vorn schießen konnte. Die Variante Hansa-Brandenburg DD verfügte sogar über drei MG.
Der Pilot Reiterer stellte am 21. September 1915 zwei inoffizielle Höhenweltrekorde auf, indem er jeweils in einer Stunde mit drei Fluggästen 4160 m und mit vier Fluggästen 4760 m Höhe erreichte. Aufgrund des Krieges wurden diese Rekorde jedoch nicht gemeldet. Sie wären auch nicht anerkannt worden.

## Technische Daten
| Kenngröße           | Daten                                  |
| ------------------- | -------------------------------------- |
| Besatzung           | 2                                      |
| Spannweite          | 13,12 m                                |
| Länge               | 8,20 m                                 |
| Flügelfläche        | 43,46 m²                               |
| Startmasse          | 1215 kg                                |
| Fluggeschwindigkeit | 147 km/h                               |
| Triebwerk           | ein Mercedes-Motor mit 160 PS (118 kW) |
| Bewaffnung          | 2 Maschinengewehre                     |
| Baujahr             | 1915                                   |